# Micronecta
Micronecta (Kirkaldy, 1897) è un genere di insetti acquatici della famiglia Corixidae.

## Tassonomia
Alcune delle specie rappresentate nel genere Micronecta:
- M. aleksanderi (Nieser & Chen, 1999)
- M. carbonaria (Horváth, 1904)
- M. carpatica (Wroblewski, 1958)
- M. charakta
- M. dentifera
- M. fugitans (Breddin, 1905)
- M. grisea (Fieber, 1844)
- M. griseola (Horváth, 1899)
- M. haliploides (Fieber, 1844)
- M. jenniferae (Tinerella, 2006)
- M. kymatista
- M. leongi
- M. leucocephala (Spinola, 1837)
- M. ludibunda (Breddin, 1905)
- M. maculata
- M. minuscula (Poisson, 1929)
- M. minutissima (Linnaeus, 1758)
- M. pachynychi (Nieser & Chen, 1999)
- M. poweri (Douglas & Scott, 1869)
- M. (Dichaetonecta) pusilla(Horváth, 1895)
- M. quadristrigata (Breddin, 1905)
- M. queenslandica (Chen, 1965)
- M. (Dichaetonecta) scholtzi (Fieber, 1860)
- M. siva (Fieber, 1844)
- M. skutalis (Nieser & Chen, 1999)
- M. tarsalis (Chen, 1960)
- M. virgata (Hale, 1922)